# 탈출 (1995년 영화)
《탈출》(중국어: 鼠膽龍威)은 1995년에 개봉한 홍콩에서 발생하게 되는 테러를 배경으로 한 홍콩 영화이다.

## 줄거리
홍콩 경찰 폭탄 처리반 소속 경찰 리걸은 "더 닥터"라는 인물이 이끄는 테러 단체가 스쿨버스를 인질로 잡고 있는 지역 학교에 출동한다. 그는 곧 폭발물이 설치된 버스에 자신의 아내와 아들이 타고 있다는 것을 알게 된다. 버스는 결국 폭발하고 안에 있던 모든 사람이 사망한다.
2년 후 홍콩에서 킷은 경찰을 떠나 무술 액션 스타 프랭키 론의 스턴트 대역으로 일하고 있다. 그러나 타블로이드 기자 헬렌은 그의 스턴트 중 하나를 촬영하여 론의 이중성을 밝혀내고 이를 이용해 자신의 쇼 시청률을 높인다. 프랭키의 아버지와 그의 매니저는 새로 개장한 고층 호텔에서 열리는 보석 전시회에 킷을 초대하지만, 더 닥터도 전시회를 노린다. 교통 정체 중 킷은 더 닥터가 스쿨버스 폭탄 테러 당시 사용했던 캐치프레이즈를 내뱉는 것을 엿듣고, 더 닥터의 정체를 깨달은 그는 차를 따라 호텔로 돌아간다.
더 닥터와 그의 팀은 건물을 점령하고 학살을 시작한다. 킷과 그의 파트너 초우가 도착했지만, 총격전 중 더 닥터의 갱단원들에게 기습당하고 초우는 부상을 입는다. 프랭키는 탈출하여 파이와 마주친다. 킷과 초우는 화물 엘리베이터에서 차를 몰고 나와 더 닥터의 부하 수를 줄인다. 프랭키의 아버지는 테러리스트에게서 무기를 빼앗아 전시회 보안 장치를 비활성화하려는 해커를 위협한다. 초우는 그의 여자친구 조이스와 재회한다. 킷은 악당이 자신을 조롱하자 복수심에 더 닥터를 죽이려 하지만, 이 시도로 인해 전세는 다시 테러리스트들에게 유리하게 기운다. 킷, 헬렌, 프랭키의 아버지는 간신히 탈출한다.
헬렌은 독사 전시실로 달려가 진열장 아래에 비디오테이프를 숨기고 남자 화장실에 숨는다. 더 닥터의 남동생 래빗은 뱀 몇 마리를 화장실에 던져 헬렌을 독살한다. 킷과 론 부자는 헬렌을 구하고 해독제를 투여하며, 킷은 헬렌이 영상에 더 닥터의 얼굴을 기록했다는 것을 알게 된다.
한편, 더 닥터는 경찰이 불가능한 요구를 들어주지 않으면 10분마다 인질을 창밖으로 던질 것이며, 프랭키의 매니저 찰리 초가 첫 희생자가 될 것이라고 경고한다. 론 부자는 파이와 콩이 싸움으로 번진 논쟁 중 만난다. 론 부자는 파이의 본색을 모른 채 개입하지만, 파이가 총을 겨누고 다른 인질들에게 돌려보낸다. 킷은 테이프를 회수하고 수류탄 폭발에서 탈출하여 경찰에 체포되기 전에 래빗을 성공적으로 죽인다. 경찰은 킷이 호텔로 돌아가는 것을 허락하지 않으므로, 킷은 이전에 만났던 데스크 서전트를 총으로 위협하여 헬리콥터를 타고 돌아가게 한다.
더 닥터는 경찰 무전을 가로채 그의 부하들을 보내 헬리콥터를 매복시킨다. 헬렌은 킷에게 경고하여 헬리콥터를 건물에 충돌시킨다. 그 결과로 인한 혼란 속에서 모든 사람이 탈출하지만, 프랭키, 그의 아버지, 초우, 조이스는 파이와 콩에게 가로채인다. 파이는 초우를 죽이려 하지만, 초우가 그녀의 총을 빼앗아 그녀를 쏴 죽인다. 콩은 프랭키 일행을 공격하지만, 프랭키의 아버지를 때리기 시작하자 프랭키가 반격하여 콩을 죽인다.
더 닥터는 헬렌을 붙잡아 지붕으로 데려간다. 킷은 헬렌에게 폭탄이 묶여 있는 것을 발견하고, 더 닥터는 그를 조롱하며 자신에게 복수할 것인지 아니면 또 다른 사랑하는 사람의 목숨을 구할 것인지 선택하라고 말한다. 킷은 칼을 던져 더 닥터의 어깨를 맞히지만, 더 닥터는 도망친다. 킷은 배선이 지난번 폭탄과 같다는 것을 알아내고 이번에는 성공적으로 폭탄을 해체한다. 해체하는 동안 그는 더 닥터로부터 전화를 받는다. 킷은 더 닥터에게 자신이 던진 단검이 헬렌의 상처에서 나온 뱀 독으로 코팅되어 있었다고 알린다. 더 닥터는 고통 속에서 죽고, 그의 시신은 지나가던 십대 세 명에게 약탈당한다.
프랭키는 이 사건을 자신의 새 영화의 기초로 사용하기로 결정하며, 모든 사람의 영웅적인 행동에 대한 공로를 인정한다. 그러나 킷은 헬렌과 함께 떠나는데, 헬렌은 그와 관계를 시작하려는 의지로 감사를 표한다.

## 출연

### 주연
- 이연걸 - 리걸
- 추수전 - 헬렌
- 장학우 - 프랭키
- 양채니 - 조이스

### 조연
- 관수미 - 아걸의 아내
- 이력지 - 여소전
- 조사리 - 영화 감독
- 우마 - 프랭크의 아버지

### 단역
- 임국빈 - 테러범 1
- 주비리 - 상방
- 왕소 - 데이빗 박사
- 주가령 - 테러범 2

## 한국판 성우진

### SBS (1996년 2월 18일)
- 홍성헌 - 리걸(이연걸)
- 홍시호 - 프랭키(장학우)
- 박영희 - 헬렌(추수전)
- 김수경 - 조이스(양채니)
- 온영삼 - 프랭크의 아버지(우마)
- 박태호 - 영화 감독(조사리)
- 조동희 - 여소전(이력지)
- 설영범 - 데이빗 박사(왕소)
- 정동열 - 지휘관(단위륜)
- 장승길 - 상방(주비리)
- 이종혁 - 테러범(임국빈)
- 김동현 - 호텔 지배인(장찬생)
- 성유진 - 아걸의 아내(관수미)
- 조미란 - 테러범(주가령)
- 강수진 - 아감(양종헌)
- 구자형 - 테러범(진석)
- 손선근 - 동료 기자(곡덕소)

### MBC (2005년 8월 27일)
- 안지환 - 리걸(이연걸)
- 박선영 - 헬렌(추수전)
- 최원형 - 프랭키(장학우)
- 김아영 - 조이스(양채니)
- 이도련
- 이미자
- 황윤걸
- 이승환
- 안장혁
- 안종덕
- 이철용
- 이상범
- 김두희
- 류승곤
- 양준건
- 이민하
- 한경화

## 기타
- 프로듀서: 임위륜
- 무술연출: 원규
- 출품인: 양등괴